# 雲母神社
雲母神社（きらじんじゃ）は、新潟県岩船郡関川村上関にある神社。1962年（昭和37年）創建。男根像を祭り、子宝にご利益があるとされている。

## 歴史
延宝年間に関川村上関の渡辺儀右衛門葛延が、荒川を航行する船の安全と郷土の繁栄を祈念して讃岐国から金毘羅大権現を勧請したことまで歴史を遡ることができる。1962年（昭和37年）に雲母温泉の宿主らが関川村観光協会に働きかけて、温泉街の発展を願って渡辺邸内にあった金毘羅宮を雲母温泉の高台に移して社屋を建てた。その時に建設していた宿の敷地から男女の陰部に似た陰陽石が出てきたことから、陰陽石からなる道祖神が合わせて祀られた。陰陽石が出土したことについては、この場所がかつての米沢街道沿いだったことから往時の人々が道中の安全を願って置いたのではないかと考えられている。1987年（昭和62年）に集落の有志団体が、街の賑わいにつながればとの思いと仲間内のノリから、陰陽石が祀られていることにちなんで、木の男根像を祀った。

## 反響
健康な子どもが生まれるようにと、遠方からも参拝客が訪れる。 賽銭箱を開けた時に『おかげさまで子どもができました』とお礼の手紙が入っていることが時々ある。